# Medano Ranch Headquarters
 (mai 2020).
Les Medano Ranch Headquarters sont les principaux bâtiments d'un ranch américain situé dans le comté d'Alamosa, dans le Colorado. Protégés au sein des parc national et réserve des Great Sand Dunes, ils sont inscrits au Registre national des lieux historiques depuis le 4 février 2004.